# Borwinheim

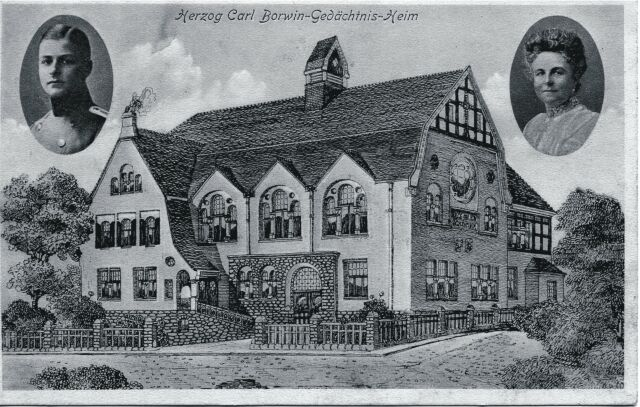
Herzog Carl Borwin-Gedächtnis-Heim, Postkarte von ca. 1910 mit Bildern von Karl Borwin und seiner Mutter Großherzogin Elisabeth

Das Borwinheim, mit vollständigem Namen Herzog Carl Borwin-Gedächtnis-Heim, ist ein denkmalgeschütztes Gebäude in Neustrelitz, das seit 1910 kirchlichen und diakonischen Zwecken dient.

## Geschichte
Am 24. August 1908 starb der 19-jährige Herzog Karl Borwin zu Mecklenburg, das jüngste von vier Kindern des Großherzogs Adolf Friedrich V. (1848–1914) und seiner Ehefrau, Großherzogin Elisabeth (1857–1933) in Saint-Martin bei Metz, damals Reichsland Elsass-Lothringen. Karl Borwin war Offizier an der Kriegsschule in Metz und erlag den Folgen eines Duells.
Zum Andenken an ihren Sohn gründete Großherzogin Elisabeth am 2. April 1910 die Herzog-Carl-Borwin-Gedächtnisstiftung in Neustrelitz und stattete sie mit einem neuerbauten großzügigen Haus in der Bruchstraße aus. Das Borwinheim, das am 10. Oktober 1910 vor über 500 Gästen eingeweiht wurde, sollte Räume für Waisenstation, Kinderhort, Volksbibliothek, Wohnung und Arbeitsbereich für die Gemeindeschwester sowie im Obergeschoss Räume für die kirchliche Arbeit, für Festversammlungen des Jungfrauen- und Jünglingvereins, für Spiel- und Turnaufführungen bieten.
In den Jahren 1936 bis 1945 wurden Räume für kommunale Zwecke in Anspruch genommen. Nach dem Jahr 1945 konnte die Arbeit wieder in den meisten Räumen für die ursprünglichen Zwecke aufgenommen werden; es wurde Kinder- und Altenarbeit geleistet, die Kirchengemeinde konnte dort wieder zu ihren Veranstaltungen einladen, wozu ein Mietvertrag über verschiedene Räume abgeschlossen wurde. Für mehrere Jahre wurde das Haus Sitz der Bezirksleitung der CDU.
Nach verschiedenen Ausbesserungen und baulichen Veränderungen, die zur Erhaltung des Hauses oder der Mieträume oder zur Abwendung drohender Gefahr oder zur Beseitigung von Schäden notwendig wurden und die durch das Kuratorium besonders in den 1960er Jahren und kurz nach 1990 in größerem Umfang geplant und durchgeführt wurden, kam es in der Zeit von 2007 bis 2009 zu einer umfassenden Sanierung. Am 4. Advent 2009 konnte dann das Haus wieder eröffnet werden. Heute beherbergt das Borwinheim Einrichtungen der Kinderbetreuung, die Diakoniestation und weitere soziale Einrichtungen. Die größeren Räume im Obergeschoss dienen der Ev.-Luth. Kirchengemeinde Strelitzer Land für die Kinder- und Jugendarbeit, als Versammlungsräume sowie als Winterkirche für Gottesdienste.

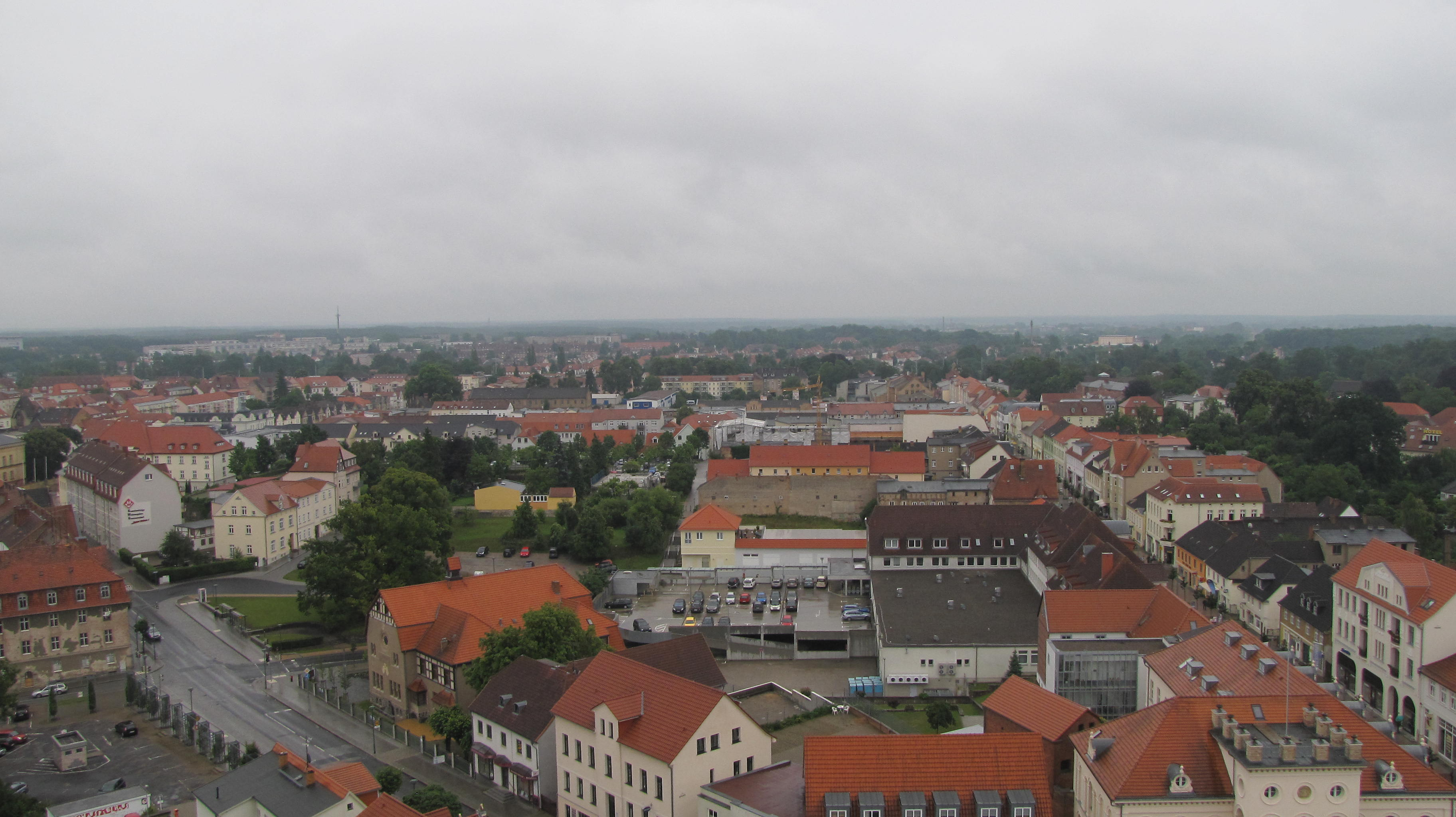
Blick vom Turm der Stadtkirche auf die Bruchstraße
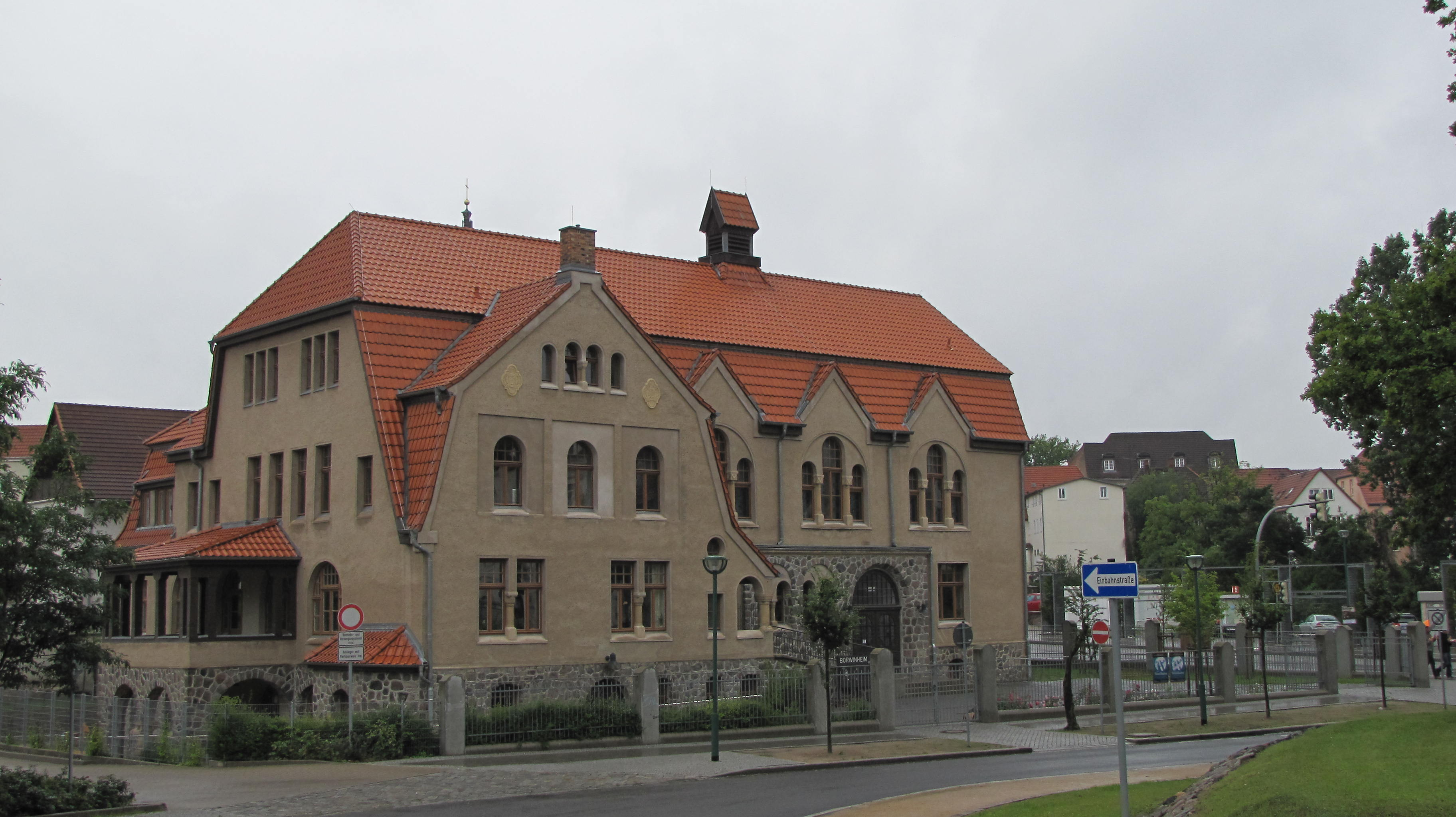
Borwinheim von Osten
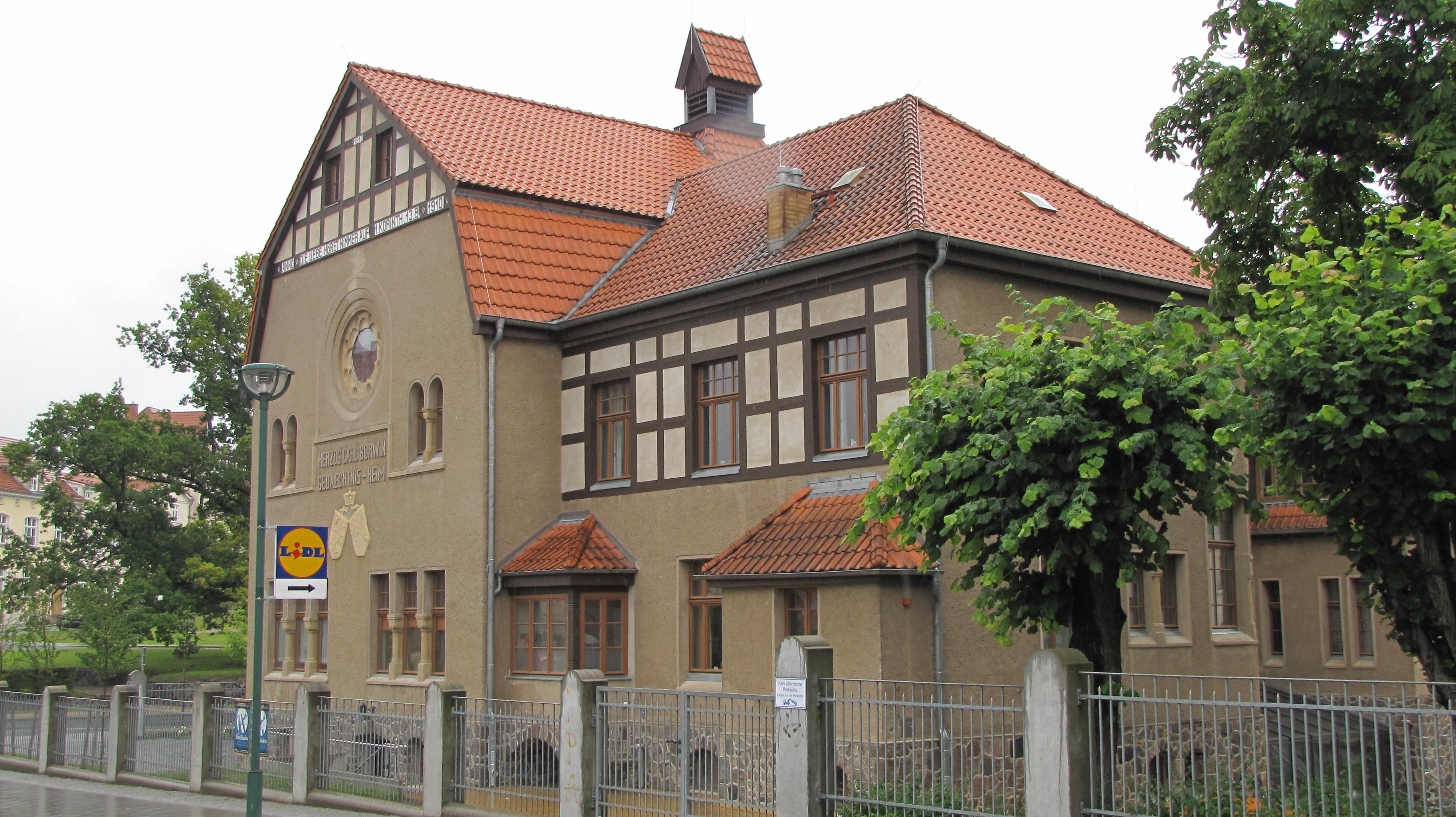
Borwinheim von Westen
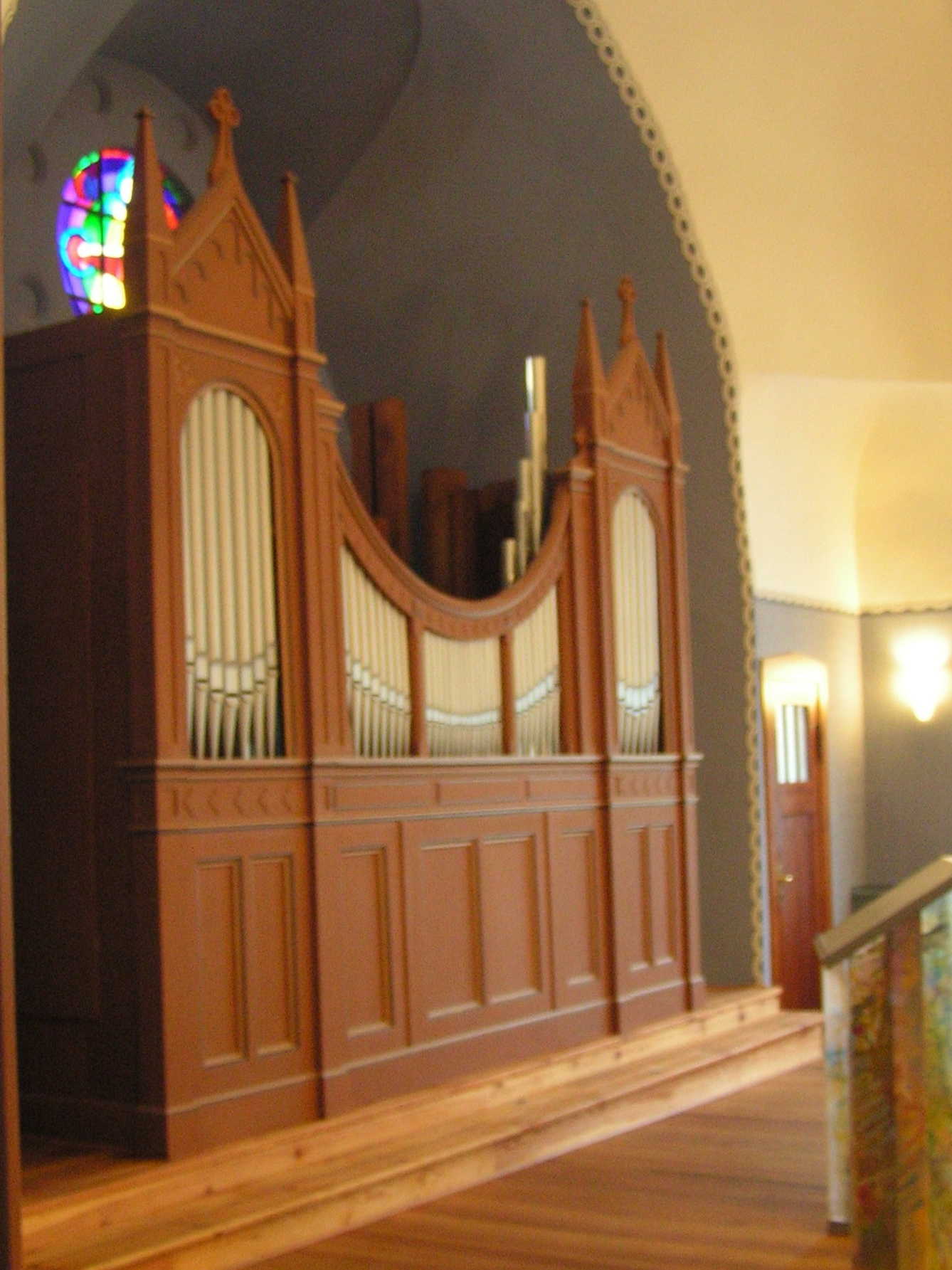
Orgel

## Orgel
Das Borwinheim erhielt bei seiner Erbauung im Jahr 1910 im Saal eine Orgel des Orgelbauers Barnim Grüneberg (opus 617) mit pneumatischen Kegelladen in einem schlichten neugotischen Gehäuse. Die Grüneberg-Orgel umfasst acht Register auf zwei Manualen und Pedal. Um 1967 wurde die Orgel in die Kirche Bredenfelde umgesetzt. Dabei wurde die Disposition verändert, und der Prospekt verlor seine neugotischen Fialen.
Die Orgel wurde im Jahr 2010 vom Mecklenburger Orgelbau Wolfgang Nußbücker, Inh. Andreas Arnold, aus Plau am See mit Fördermitteln des Landes und der Landeskirche restauriert und in das Borwinheim zurückgebracht. Am 1. Juni 2011 konnte der Kantor der Gemeinde die Orgel übernehmen.
Die Disposition wurde wieder hergestellt und der Prospekt erhielt, ohne die Fialen, fast die ursprüngliche Form zurück. Die Aufstellung jedoch wurde etwas verändert, und die Orgel erhielt einen neuen, beweglichen elektrischen Spieltisch.
| I. Manual CDEFGA–f3 |     |  |
| Bordun ab G         | 16′ |  |
| Prinzipal           | 8′  |  |
| Gambe               | 8′  |  |
| Octave              | 4′  |  |

| II. Manual CDEFGA–f3 |    |  |
| Salicional           | 8′ |  |
| Liebl. Gedackt       | 8′ |  |
| Flauto dolce         | 4′ |  |

| Pedal C–d1 |     |  |
| Subbass    | 16′ |  |

- Koppeln: II/I (ursprünglich), I/P, II/P (2011)
- Spielhilfen: Feste Kombinationen (Mezzoforte, Tutti)